# Unterseeboot 703

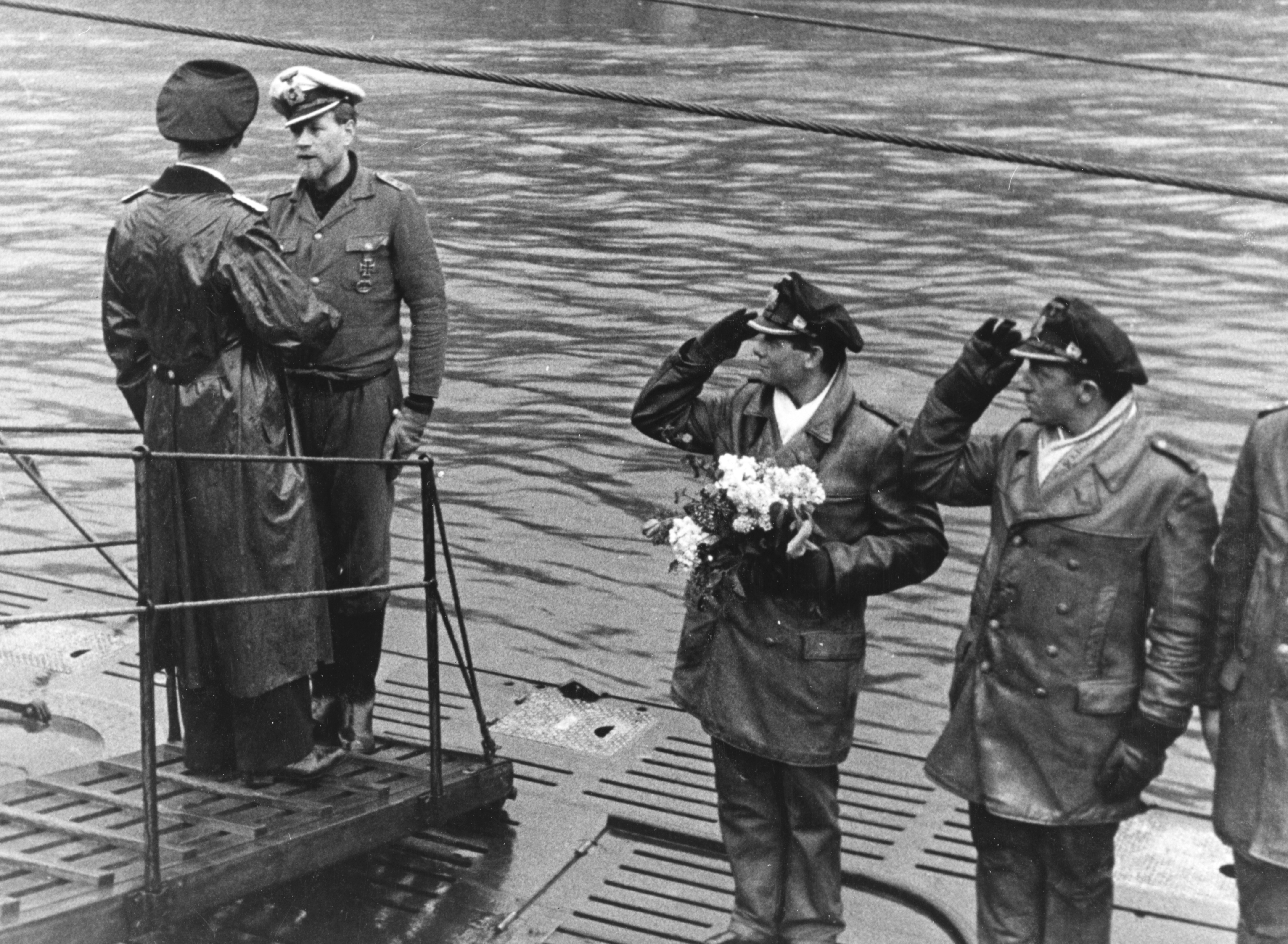
Le Kapitänleutnant Heinz Bielfeld accueille le commandant de la flottille en 1942 à Bergen.

L'Unterseeboot 703 ou U-703 est un sous-marin allemand (U-Boot) de type VIIC utilisé par la Kriegsmarine pendant la Seconde Guerre mondiale.
Le sous-marin fut commandé le 9 octobre 1939 à Hambourg (H. C. Stülcken Sohn), sa quille fut posée le 9 août 1940, il fut lancé le 18 juillet 1941 et mis en service le 16 octobre 1941, sous le commandement de l'Oberleutnant zur See Heinz Bielfeld.
Il fut porté disparu en mer de Norvège en septembre 1944.

## Conception
Unterseeboot type VII, l'U-703 avait un déplacement de 769 tonnes en surface et 871 tonnes en plongée. Il avait une longueur totale de 67,10 m, un maître-bau de 6,20 m, une hauteur de 9,60 m et un tirant d'eau de 4,74 m. Le sous-marin était propulsé par deux hélices de 1,23 m, deux moteurs diesel Germaniawerft M6V 40/46 de 6 cylindres en ligne de 1 400 cv à 470 tr/min, produisant un total de 2 060 à 2 350 kW en surface et de deux moteurs électriques Garbe, Lahmeyer & Co. RP 137/c de 375 cv à 295 tr/min, produisant un total 550 kW, en plongée. Le sous-marin avait une vitesse en surface de 17,7 nœuds (32,8 km/h) et une vitesse de 7,6 nœuds (14,1 km/h) en plongée. Immergé, il avait un rayon d'action de 80 milles marins (150 km) à 4 nœuds (7,4 km/h; 4,6 milles par heure) et pouvait atteindre une profondeur de 230 m. En surface son rayon d'action était de 8 500 milles nautiques (soit 15 700 km) à 10 nœuds (19 km/h).
L'U-703 était équipé de cinq tubes lance-torpilles de 53,3 cm (quatre montés à l'avant et un à l'arrière) qui contenait quatorze torpilles. Il était équipé d'un canon de 8,8 cm SK C/35 (220 coups) et d'un canon antiaérien de 20 mm Flak. Il pouvait transporter 26 mines TMA ou 39 mines TMB. Son équipage comprenait 4 officiers et 40 à 56 sous-mariniers.

## Historique
Il passe son temps d'entraînement initial et de formation dans la 6. Unterseebootsflottille jusqu'au 1er mars 1942, puis il rejoint son unité de combat dans cette même flottille. Il intégra la 11. Unterseebootsflottille à partir du 1er juillet 1942 et finit sa carrière dans la 13. Unterseebootsflottille.
Sa première patrouille est précédée de courts trajets à Hambourg, à Heligoland, à Stavanger et à Bergen.
Sa carrière est particulièrement longue en raison du secteur d'opération dans lequel il navigue. Sa mission principale consiste à traquer des convois dans l'Arctique transportant des denrées entre l'Union Soviétique et la Grande-Bretagne. Il est efficace pendant ses trois années de missions, jusqu'à sa disparition en 1944.
Le 29 mars 1942, un membre d'équipage est grièvement blessé lors d'un accident à bord de l'U-703 au port d'Heligoland.
Le 26 avril 1942, il quitte Bergen en Norvège pour sa première patrouille sous les ordres de Heinz Bielfeld, promu Kapitänleutnant début avril. Il longe la côte norvégienne à la recherche de navires ; il ne rencontre aucun succès et rentre à Reinöy le 7 mai 1942.
Sa deuxième patrouille se déroule du 16 au 30 mai 1942, soit 15 jours. Il navigue en mer de Norvège et rencontre son premier succès, le navire marchand américain Syros du convoi PQ-16.
Il quitte Bergen le 29 juin 1942 pour sa troisième patrouille au sud-est de Svalbard en mer de Barents. Il coule deux navires du convoi PQ-17, pour un total de 12 124 tonneaux. Après 17 jours en mer, il rejoint son port d'attache de Narvik le 15 juillet 1942 . Au cours de cette mission, Heinz Bielfeld reçoit la Croix de fer 1re classe le 16 juillet 1942.
Sa quatrième patrouille se déroule du 9 août au 11 septembre 1942, soit 34 jours en mer. Il ne coule aucun navire.
Partant pour sa cinquième patrouille le 14 septembre 1942, il navigue jusqu'en mer du Groenland et coule le destroyer HMS Somali, lorsqu'il escortait le convoi QP-14.
Il reprend la mer pour sa sixième patrouille, du 7 mars au 5 avril 1943 , soit trente jours en mer, l'amenant jusqu'à l'île Jan Mayen.
Lors de sa septième patrouille, il se trouve dans le même secteur, sans succès. Il rentre à Hammerfest le 15 mai 1943.
L'U-Boot quitte Hammerfest le 18 mai 1943 pour rejoindre Narvik qu'il atteint le 19 mai. Le même jour, il part pour Trondheim et y arrive, le 21 mai.
Le 6 juillet 1943, le Kapitänleutnant Heinz Bielfeld passe le commandement de l'U-703 à l'Oberleutnant zur See Joachim Brünner.
Pour sa huitième patrouille, il quitte Trondheim le 19 juillet 1943 pour rejoindre son port d'attache de Narvik le 3 août 1943, après seize jours en mer et un navire soviétique coulé de 559 tonneaux.
Après un court trajet de Narvik à Hammerfest, l'U-703 reprend la mer pour sa neuvième patrouille le 17 août 1943. Il navigue jusqu'en mer de Kara et coule un navire soviétique, de 4 146 tonneaux, faisant partie du convoi VA-18.
Entre octobre 1943 et février 1944, il effectue de courts voyages à Harstad, à Narvik, à Bergen et à Trondheim.
La dixième patrouille, du 29 février au 8 mars 1944, soit neuf jours en mer, se passe le long des côtes norvégiennes. Il coule un navire britannique du convoi RA-57, jaugeant 7 062 tonneaux. Le 1er mars 1944, l'U-703 subit une attaque aérienne qui tue trois hommes d'équipage et en blesse trois autres. Le bateau, endommagé, atteint Narvik deux jours plus tard. 
Sa onzième patrouille, du 8 avril au 5 mai, soit 28 jours en mer, se déroule en Mer de Norvège, sans succès.
Lors de sa douzième patrouille, il parvient jusqu'à la côte du Groenland. Après 24 jours en mer, il rejoint la base de Narvik le 12 septembre 1944.
Sa treizième et dernière patrouille part de Narvik le 16 septembre 1944 afin de mouiller une bouée météorologique flottante, à l'est du Groenland. L'U-703 ne donne plus aucun signe de vie le jour même de son départ ; il est considéré par le commandement des U-Boote (Bdu) comme porté disparu avec tout son équipage à partir du 6 octobre 1944.

## Affectations
- 6. Unterseebootsflottille du 16 octobre 1941 au 1er mars 1942 (Période de formation).
- 6. Unterseebootsflottille du 1er mars 1942 au 30 juin 1942 (Unité combattante).
- 11. Unterseebootsflottille du 1er juillet 1942 au 31 mai 1943 (Unité combattante).
- 13. Unterseebootsflottille du 1er juin 1943 au 16 septembre 1944 (Unité combattante).

## Commandement
- Kapitänleutnant Heinz Bielfeld du 16 octobre 1941 au 5 juillet 1943 (Croix allemande).
- Oberleutnant zur See Joachim Brünner du 6 juillet 1943 au 16 septembre 1944.

## Patrouilles
|       | Commandant            | Départ            | Départ       | Arrivée           | Arrivée       | Jours     | Succès   |
| ----- | --------------------- | ----------------- | ------------ | ----------------- | ------------- | --------- | -------- |
|       | Oblt. Heinz Bielfeld  | 21 mars 1942      | Hambourg     | 22 mars 1942      | Heligoland    | 2 jours   |          |
|       | Oblt. Heinz Bielfeld  | 1er avril 1942    | Heligoland   | 4 avril 1942      | Stavanger     | 4 jours   |          |
|       | Kptlt. Heinz Bielfeld | 13 avril 1942     | Stavanger    | 13 avril 1942     | Bergen        | 1 jours   |          |
| 1     | Kptlt. Heinz Bielfeld | 26 avril 1942     | Bergen       | 7 mai 1942        | Reinöy        | 12 jours  |          |
|       | Kptlt. Heinz Bielfeld | 10 mai 1942       | Reinöy       | 13 mai 1942       | Skjomenfjord  | 4 jours   |          |
| 2     | Kptlt. Heinz Bielfeld | 16 mai 1942       | Skjomenfjord | 30 mai 1942       | Skjomenfjord  | 15 jours  | 6 191    |
|       | Kptlt. Heinz Bielfeld | 1er juin 1942     | Skjomenfjord | 4 juin 1942       | Bergen        | 4 jours   |          |
| 3     | Kptlt. Heinz Bielfeld | 29 juin 1942      | Bergen       | 15 juillet 1942   | Narvik        | 17 jours  | 12 124   |
|       | Kptlt. Heinz Bielfeld | 2 août 1942       | Narvik       | 4 août 1942       | Trondheim     | 3 jours   |          |
| 4     | Kptlt. Heinz Bielfeld | 9 août 1942       | Trondheim    | 11 septembre 1942 | Harstad       | 34 jours  |          |
|       | Kptlt. Heinz Bielfeld | 11 septembre 1942 | Harstad      | 11 septembre 1942 | Skjomenfjord  | 1 jours   |          |
| 5     | Kptlt. Heinz Bielfeld | 14 septembre 1942 | Skjomenfjord | 26 septembre 1942 | Narvik        | 13 jours  | 1 870    |
|       | Kptlt. Heinz Bielfeld | 28 septembre 1942 | Narvik       | 30 septembre 1942 | Trondheim     | 3 jours   |          |
|       | Kptlt. Heinz Bielfeld | 28 décembre 1942  | Trondheim    | 31 décembre 1942  | Bergen        | 4 jours   |          |
| 6     | Kptlt. Heinz Bielfeld | 7 mars 1943       | Bergen       | 5 avril 1942      | Hammerfest    | 30 jours  |          |
| 7     | Kptlt. Heinz Bielfeld | 17 mars 1943      | Hammerfest   | 15 mai 1942       | Hammerfest    | 29 jours  |          |
|       | Kptlt. Heinz Bielfeld | 18 mai 1943       | Hammerfest   | 19 mai 1942       | Narvik        | 2 jours   |          |
|       | Kptlt. Heinz Bielfeld | 19 mai 1943       | Narvik       | 21 mai 1942       | Trondheim     | 3 jours   |          |
| 8     | Oblt. Joachim Brünner | 19 juillet 1943   | Trondheim    | 3 août 1942       | Narvik        | 16 jours  | 559      |
|       | Oblt. Joachim Brünner | 14 août 1943      | Narvik       | 16 août 1942      | Hammerfest    | 3 jours   |          |
| 9     | Oblt. Joachim Brünner | 17 août 1943      | Hammerfest   | 9 octobre 1942    | Harstad       | 54 jours  | 4 146    |
|       | Oblt. Joachim Brünner | 10 octobre 1943   | Harstad      | 10 octobre 1942   | Narvik        | 1 jours   |          |
|       | Oblt. Joachim Brünner | 12 octobre 1943   | Narvik       | 14 octobre 1942   | Trondheim     | 3 jours   |          |
|       | Oblt. Joachim Brünner | 18 octobre 1943   | Trondheim    | 19 octobre 1942   | Bergen        | 2 jours   |          |
|       | Oblt. Joachim Brünner | 13 janvier 1944   | Bergen       | 17 janvier 1944   | Kiel          | 5 jours   |          |
|       | Oblt. Joachim Brünner | 24 février 1944   | Kiel         | 28 février 1944   | Trondheim     | 5 jours   |          |
| 10    | Oblt. Joachim Brünner | 29 février 1944   | Trondheim    | 8 mars 1944       | Narvik        | 9 jours   | 7 062    |
| 11    | Oblt. Joachim Brünner | 8 avril 1944      | Narvik       | 5 mai 1944        | Trondheim     | 28 jours  |          |
|       | Oblt. Joachim Brünner | 29 juillet 1944   | Trondheim    | 1er août 1944     | Narvik        | 4 jours   |          |
| 12    | Oblt. Joachim Brünner | 20 août 1944      | Narvik       | 12 septembre 1944 | Narvik        | 24 jours  |          |
| 13    | Oblt. Joachim Brünner | 16 septembre 1944 | Narvik       | 16 septembre 1944 | Porté disparu | 1 jours   |          |
| Total | Total                 | Total             | Total        | Total             | Total         | 336 jours | 31 952 t |

Notes : Oblt. = Oberleutnant zur See - Kptlt. = Kapitänleutnant

### OpérationsWolfpack
L'U-703 opéra avec les Wolfpacks (meute de loups) durant sa carrière opérationnelle.
- Strauchritter (2-5 mai 1942)
- Greif (16-29 mai 1942)
- Trägertod (19-22 septembre 1942)
- Wiking (20 septembre - 3 octobre 1943)
- Taifun (5-7 mars 1944)
- Donner (11-20 avril 1944)
- Donner & Keil (20 avril- 3 mai 1944)
- Trutz (22 août 1944 - 6 septembre 1944)

## Navires coulés
L'U-703 coula 5 navires marchands totalisant 29 523 tonneaux, 1 navire de guerre auxiliaire de 559 tonneaux et 1 navire de guerre de 1 870 tonneaux au cours des 13 patrouilles (336 jours en mer) qu'il effectua.
| Date              | Nom             | Nationalité       | Tonnage | Convoi | Fait  | Localisation         |
| ----------------- | --------------- | ----------------- | ------- | ------ | ----- | -------------------- |
| 26 mai 1942       | Syros           | USA               | 6 191   | PQ-16  | Coulé | 72° 35′ N, 5° 30′ E  |
| 5 juillet 1942    | SS Empire Byron | Royaume-Uni       | 6 645   | PQ-17  | Coulé | 76° 18′ N, 33° 30′ E |
| 5 juillet 1942    | SS River Afton  | Royaume-Uni       | 5 479   | PQ-17  | Coulé | 75° 57′ N, 43° 00′ E |
| 20 septembre 1942 | HMS Somali      | Royal Navy        | 1 870   | QP-14  | Coulé | 74° 40′ N, 2° 00′ O  |
| 30 juillet 1943   | T-911           | Marine soviétique | 559     | BA-12  | Coulé | 71° 07′ N, 51° 50′ E |
| 1er octobre 1943  | Sergej Kirov    | Union Soviétique  | 4 146   | VA-18  | Coulé | 75° 48′ N, 83° 52′ E |
| 4 mars 1944       | Empire Tourist  | Royaume-Uni       | 7 062   | RA-57  | Coulé | 73° 25′ N, 22° 11′ E |